# Rejon baranowski
Rejon baranowski – była jednostka administracyjna wchodząca w skład obwodu żytomierskiego Ukrainy.
Rejon został utworzony w 1936 r. Jego powierzchnia wynosiła 1000 km², a ludność liczyła około 40 tys. mieszkańców. Siedzibą władz rejonowych była Baranówka.
Na terenie rejonu znajdowało się: pięć osiedlowych rad i 15 silskich rad, obejmujących 57 wsi.

## Demografia
Skład narodowościowy rejonu w 2001 roku według ukraińskiego spisu powszechnego:
- Ukraińcy – 86,9%;
- Polacy – 10,7%;
- Rosjanie – 1,8%;
- Białorusini – 0,2%;
- pozostali – 0,4%[2].

## Miejscowości rejonu
- Adamówka (Адамівка)
- Baranówka (Баранíвка)
- Berestówka (Берестівка)
- Bród Kamienny (Кам`яний Брід)
- Budyszcze (Будисько)
- Chyżawka (Хижівка)
- (Червонодвірка)
- Darohań (Дорогань)
- Dąbrówka (Дібрівка)
- Derewiszczyna (Деревищина)
- Dołbysz (Довбиш)
- Dubrówka (Дубрівка)
- Hłuboczek (Глибочок)
- Hrynki (Гриньки)
- Iwanówka[3][4]  (Іванівка)
- (Йосипівка)
- Jawne (Явне)
- Jałyszów (Ялишів)
- Kaszperówka[5] (Кашперівка)
- Klimental (Климентіївка)
- Krasula (Красуля)
- (Лісова Поляна)
- Lisowe (Лісове)
- Lubarska Huta (Любарська Гута)
- Marianówka
- Markówka[6] (Марківка)
- Mirosław (Мирославль)
- Młyny (Млини)
- (Мокре)
- Natalja (Наталія)
- Ożgów (Ожгів)
- Ozerjanka[7] (Озерянка)
- (Осичне)
- Ostrożek (Острожок)
- Polanka (Полянка)
- Porcelanowe (Порцелянове)
- (П’ятирічка)
- Radulin (Радулин)
- Rohaczów[8] (Рогачів)
- Rudnia Serednia[9] (Рудня Середня)
- (Ситисько)
- Smołderów[10] (Смолдирів)
- Smołka (Смолка)
- Stara Huta (Стара Гута)
- Stołby (Стовпи)
- Sujemce (Суємці)
- Tabory (Табори)
- Tartak (Тартак)
- Turowa (Турова)
- Urla (Вірля)
- (Вишнівка)
- (Володимирівка)
- (Вересна)
- (Забара)
- (Закриниччя)
- (Зелений Гай)
- Zeremle (Зеремля)
- (Зіркa)
- (Зрубок)
- Ziatyniec (Зятинець)
- Żary (Жари)
- Żółte (Жовте)

nieistniejące
- Żaborzyca, obecnie cześć Baranówki